# Hermann Cordua (Politiker)
Johann Carl Ernst Hermann Cordua (* 24. Mai 1813 in Raden; † 20. November 1879 in Rostock) war ein deutscher Pädagoge und Abgeordneter.

## Leben
Hermann Cordua wurde als Sohn des Gutsbesitzers Johann Friedrich Cordua geboren, der 1802 das Gut Raden bei Lalendorf erworben hatte, aus dessen zweiten Ehe mit der Güstrower Pastorentochter (Christophora) Eleonora Christiana, geb. Vermehren (1785–1845), eine Schwester von Carl Christian Hermann Vermehren. Der Kaufmann und Pionier in Kalifornien Theodor Cordua war sein älterer Halbbruder.
Cordua wurde von Hauslehrern erzogen. Ab 1831 studierte er an der Universität Rostock Evangelische Theologie. Noch im selben Jahr schloss er sich dem Corps Vandalia Rostock an. Nach seinem Examen wurde er unter die Kandidaten des Predigtamtes aufgenommen, war jedoch zunächst, wie damals üblich, als Lehrer tätig. In der Revolution in Mecklenburg (1848) wurde Cordua im Reformverein in Sülz aktiv und einer seiner Sprecher. Bei der Wahl zur Mecklenburgischen Abgeordnetenversammlung am 3. Oktober 1848 errang er ein Mandat im Wahlkreis Mecklenburg-Schwerin 64: Marlow-Sülz. Er schloss sich der Fraktion der Linken an und war einer von 34 Abgeordneten der Fraktion, die gegen das ausgehandelte Staatsgrundgesetz und Wahlgesetz stimmten, weil es ihnen nicht weit genug ging. Der Zusammenbruch der konstitutionellen und demokratischen Bestrebungen in Mecklenburg und der Sieg der Reaktion durch den Freienwalder Schiedsspruch machte jede Aussicht Corduas auf eine Berufung auf eine Pfarrstelle oder eine Lehrerstelle im staatlichen Schuldienst zunichte. Cordua blieb als Privatlehrer in Sülze und betrieb eine Pension für Schüler. Später lebte er in Rostock. Er war Mitglied im Verein der Freunde der Naturgeschichte in Mecklenburg. Sein gleichnamiger Sohn Hermann Cordua wurde Chirurg in Hamburg.